# WCT Finals 1971 - Singolare
Il singolare del torneo di tennis WCT Finals 1971, facente parte della categoria World Championship Tennis, ha avuto come vincitore Ken Rosewall che ha battuto in finale 6–4, 1–6, 7–6, 7–6 Rod Laver.

## Teste di serie
| 1. Rod Laver (finale) 2. Tom Okker (semifinali) 3. Ken Rosewall (campione) 4. Cliff Drysdale (quarti di finale) | 1. Arthur Ashe (semifinali) 2. John Newcombe (quarti di finale) 3. Marty Riessen (quarti di finale) 4. Robert Lutz (quarti di finale) |

## Tabellone

### Legenda
| - Q = Qualificato - WC = Wild card - LL = Lucky loser | - ALT = Alternate - SE = Special Exempt - PR = Protected Ranking | - w/o = Walkover - r = Ritirato - d = Squalificato |

|  | Quarti di finale | Quarti di finale | Quarti di finale | Quarti di finale | Quarti di finale | Quarti di finale | Quarti di finale |  |  | Semifinali   | Semifinali   | Semifinali   | Semifinali   | Semifinali | Semifinali | Semifinali |   |   | Finale       | Finale       | Finale       | Finale | Finale | Finale | Finale |  |
|  |                  |                  |                  |                  |                  |                  |                  |  |  |              |              |              |              |            |            |            |   |   |              |              |              |        |        |        |        |  |
|  | 2                | Tom Okker        | Tom Okker        | Tom Okker        | 6                | 6                | 6                |  |  |              |              |              |              |            |            |            |   |   |              |              |              |        |        |        |        |  |
|  | 7                | Marty Riessen    | Marty Riessen    | Marty Riessen    | 3                | 3                | 0                |  |  | Tom Okker    | Tom Okker    | Tom Okker    | Tom Okker    | 3          | 3          | 1          |   |   |              |              |              |        |        |        |        |  |
|  | 3                | Ken Rosewall     | Ken Rosewall     | 7                | 6                | 5                | 6                |  |  | Ken Rosewall | Ken Rosewall | Ken Rosewall | Ken Rosewall | 6          | 6          | 6          |   |   |              |              |              |        |        |        |        |  |
|  | 6                | John Newcombe    | John Newcombe    | 5                | 2                | 7                | 3                |  |  |              |              |              |              |            |            |            |   |   | Ken Rosewall | Ken Rosewall | Ken Rosewall | 6      | 1      | 7      | 7      |  |
|  | 5                | Arthur Ashe      | Arthur Ashe      | 4                | 7                | 6                | 6                |  |  |              |              | Rod Laver    | Rod Laver    | Rod Laver  | 4          | 6          | 6 | 6 |              |              |              |        |        |        |        |  |
|  | 4                | Cliff Drysdale   | Cliff Drysdale   | 6                | 6                | 4                | 3                |  |  | Arthur Ashe  | Arthur Ashe  | Arthur Ashe  | 3            | 6          | 3          | 3          |   |   |              |              |              |        |        |        |        |  |
|  | 8                | Robert Lutz      | Robert Lutz      | Robert Lutz      | 3                | 4                | 4                |  |  | Rod Laver    | Rod Laver    | Rod Laver    | 6            | 1          | 6          | 6          |   |   |              |              |              |        |        |        |        |  |
|  | 1                | Rod Laver        | Rod Laver        | Rod Laver        | 6                | 6                | 6                |  |  |              |              |              |              |            |            |            |   |   |              |              |              |        |        |        |        |  |